# Paraphycita
Paraphycita é um gênero de mariposa pertencente à família Crambidae.